# Georg Schewe
Georg Schewe (* 24. November 1909 in Ueckermünde; † 16. September 1989 in Hamburg) war ein deutscher Marineoffizier der Reichsmarine und der Kriegsmarine, zuletzt im Dienstgrad eines Korvettenkapitäns.

## Militärische Laufbahn
Feindfahrten
U 60
1. 4. November 1939 bis 21. November 1939
2. 4. Dezember 1939 bis 19. Dezember 1939 (1 Schiff mit 4.375 BRT versenkt)
3. 9. Januar 1940 bis 21. Januar 1940
4. 14. Februar 1940 bis 29. Februar 1940
5. 4. April 1940 bis 13. Juni 1941
6. 18. Mai 1940 bis 1. Juni 1940

U 105
1. 24. Dezember 1941 bis 31. Januar 1941 (2 Schiffe mit 11.359 BRT versenkt)
2. 22. Februar 1941 bis 13. Juni 1941 (12 Schiffe mit 71.450 BRT versenkt)
3. 3. August 1941 bis 20. September 1941 (1 Schiff mit 1.549 BRT versenkt)
4. 8. November 1941 bis 13. Dezember 1941

Schewe trat am 15. Oktober 1928 zunächst als Rekrut in die Reichsmarine ein und wurde dort bis zum 28. September 1929 der 1. Kompanie der I. Marine-Artillerieabteilung zugeteilt. Anschließend absolvierte er vom 29. September 1929 bis zum 25. September 1931 innerhalb der 2. Torpedohalb-Flottille eine Bordausbildung, wo er am 1. November 1930 zum Obermatrosen sowie am 12. Juni 1931 zum Unteroffiziersanwärter ernannt wurde. Im Anschluss hieran folgten bis Ende Dezember 1932 weitere Lehrgänge sowie eine weitere Bordausbildung. Zuvor war Schewe am 1. Oktober 1932 zum Bootsmannmaat ernannt worden. In dieser Dienstbezeichnung war er vom 23. Dezember 1932 bis zum 14. Februar 1934 Seemann Nr. 1 auf dem Schnellboot S 5 der 1. Schnellboot-Flottille, wo er am 5. Februar 1934 zum Seeoffiziersanwärter ernannt wurde. Dort absolvierte er die übliche militärische Ausbildung, die er Anfang Dezember 1935, inzwischen in den Rang eines Oberfähnrichs zur See aufgestiegen, beendete. Am 1. Januar 1936 zum Leutnant zur See ernannt, war er ab dem 1. April 1936 als Kompanieoffizier der III. Schiffsstammabteilung der Ostsee in Stralsund eingesetzt.
Zum 12. Oktober 1936 folgte sein Wechsel zur U-Boot-Waffe. Nach dem Besuch mehrerer Lehrgänge wurde Schewe am 15. April 1937 Wachoffizier auf U 15, wo er bis zum 8. Januar 1939 blieb. Im Anschluss hieran agierte er bis zum 11. März 1939 als Lehrer an der Torpedoschule in Flensburg-Mürwik und wurde anschließend bis zum 9. Juli innerhalb der U-Flottille Weddingen „zur Verfügung“ gehalten. Die Delegation zur Baubelehrung von U 60 erfolgte am 10. Juli. Am 22. Juli wurde Schewe Kommandant von U 60, wo er am 1. Oktober 1939 zum Kapitänleutnant ernannt wurde. Mit U 60 lief er zu sechs Feindfahrten aus, wobei er ein Schiff mit 4.373 BRT versenken konnte. Zum 10. September 1940 wurde er dann Kommandant auf U 105, mit dem er auf vier Feindfahrten 16 Schiffe mit 88.731 BRT versenken konnte. Dafür wurde ihm am 23. Mai 1941 das Ritterkreuz des Eisernen Kreuzes verliehen. Am 6. Januar 1942 gab er das Kommando von U 105 an Heinrich Schuch ab und wurde 2., später 1. Admiralstabsoffizier im Stab des Führer der U-Boote im Mittelmeer. Diese Position hielt Schewe bis zum 6. September 1944 inne. Während seiner dortigen Dienstzeit wurde er am 1. August 1943 in den Rang eines Korvettenkapitäns befördert. Zum 21. September 1944 wurde er zum Flottillenchef der 33. U-Flottille in Flensburg ernannt, wechselte jedoch nur wenige Wochen später am 27. Oktober als Referent in die 5. Seekriegsleitung des Oberkommando der Marine über. Dort geriet er am 8. Mai 1945 in britische Kriegsgefangenschaft, aus der er wenig später wieder entlassen wurde. Anschließend arbeitete Schewe bis zum 16. April 1946 im Deutschen Hydrographisches Institut.

## Auszeichnungen
- Dienstauszeichnung IV. Klasse am 2. Oktober 1936
- Medaille zur Erinnerung an den 1. Oktober 1938 am 20. Dezember 1939
- U-Boot-Kriegsabzeichen (1939) am 24. Januar 1940
- Eisernes Kreuz (1939) II. und I. Klasse am 20. Dezember 1939 bzw. am 13. Juni 1941
- Ritterkreuz des Eisernen Kreuzes am 23. Mai 1941
- zweifache Nennung im Wehrmachtbericht am 22. März 1941 und 17. Mai 1941